# Gerda malaperis!
Gerda malaperis! (en español ¡Guerda ha desaparecido!) es un libro en esperanto publicado en 1983 por Claude Piron. Posteriormente, se realizó una película con el mismo nombre basada en la historia del cuento.

## El libro
Es uno de los libros de aprendizaje más conocido para comenzar a estudiar el idioma esperanto. Está lleno de diálogos simples con lenguaje cotidiano, ideal para perfeccionar el idioma entre estudiantes.

### Sinopsis
La historia trata acerca de la misteriosa desaparición de una mujer llamada Gerda; Tom, Linda y Bob, al estar al tanto del problema deciden investigar al hombre con el que Gerda estuvo minutos antes de su desaparición.
Durante el desarrollo de la historia se conoce de una sociedad secreta internacional y un tesoro escondido.

## La película
Un filme basado en el libro fue lanzado en julio de 2006, durante la inauguración del 91 Congreso Universal de Esperanto, en Florencia, Italia. 
Por medio de este filme, se busca crear una herramienta útil y eficaz para el aprendizaje del esperanto. Así comenzó el proyecto en Minas Gerais, un estado de Brasil, de la mano de la productora esperantista Imagu Filmoj.